# Corrie Demmink
Cornelia Anna Paulowna (Corrie) Hausbrand-Demmink (Hilversum, 10 augustus 1895 – ?, 1969) was een Nederlands beeldhouwer en keramist.

## Leven en werk
Demmink was een dochter van kostschoolhouder Gerrit Hendrik Demmink en Johanna Frederika Koch. Ze studeerde aan de Rijksnormaalschool in Amsterdam en was leerlinge van Toon Dupuis in Den Haag. Ze maakte figuurvoorstellingen en portretten. Ze won in 1920 de Prix de Rome voor de beeldhouwkunst, met haar werk Job zijnen dag vervloekende. Kasper Niehaus roemde in 1934 haar bustes en reliëfs van kinderen: "Haar bustes, in een goede techniek gedaan, zijn geslaagde proeven eener scherpe opmerkingsgave. Zij willen niet allereerst kunstwerken, maar sprekend, uiterlijk en innerlijk gelijkende portretten zijn, en dit lijkt mij, om te beginnen, een gezonde opvatting van de portretkunst". Ze exposeerde onder anderen met Louise Beijerman, Theo Vos en Marinus Vreugde bij Pictura in Den Haag en het Princessehof in Leeuwarden (1930).
In 1936 trouwde ze met architect Franz Hausbrand (1900-1986). Het paar woonde in Blaricum en vanaf 1966 in Frankrijk. Demmink overleed in 1969.

## Enkele werken
- 1920: Job zijnen dag vervloekende, inzending Prix de Rome, collectie Rijksakademie van beeldende kunsten
- 1924-1925: beeld van Jan van der Heyden, op de eerste verdieping rechts van de oude entree van het Stedelijk Museum Amsterdam
- 1928: buste van Hugo Tutein Nolthenius
- 1929 ontwerp voor een monument voor Johannes Messchaert in Hoorn. Behaalde de tweede plaats in een ontwerpwedstrijd, de opdracht ging naar Jozef Cantré.
- 1933: gedenkplaat met reliëfportret prof. dr. Friedrich A.F.C. Went (1863-1935) voor het Botanisch Laboratorium, Lange Nieuwstraat, Utrecht
- 1934: herinneringsmedaille voor de bemanning van De Pelikaan

- Biografisch Portaal: 46123962
- RKD-Nederlands Instituut voor Kunstgeschiedenis: 21905